# Pleuromeris perplana
Pleuromeris perplana är en musselart som först beskrevs av Conrad 1841.  Pleuromeris perplana ingår i släktet Pleuromeris och familjen Carditidae. Inga underarter finns listade i Catalogue of Life.